# ベス・イスラエル・メディカルセンター
ベス・イスラエル・メディカルセンター（Beth Israel Medical Center）は、アメリカ合衆国のニューヨーク市にある病院である。施設は同市マンハッタン区とブルックリン区 (Beth Israel Brooklyn) の2箇所に所在する。
1890年、ユダヤ教徒正統派の人々によって設立された。設立当初の目的は、マンハッタンのスラムに居住する貧しいユダヤ系移民の診療であった。病院は現在、アルバート・アインシュタイン医学校の教育病院（大学病院）としても機能している。マウント・サイナイ・ヘルス・システム (en) という病院ネットワークのメンバーの一員である。

## この病院で死去した著名人
- ミシェル・ペトルチアーニ - フランス出身のジャズピアニスト